# Keetia koritschoneri
Keetia koritschoneri är en måreväxtart som beskrevs av Diane Mary Bridson. Keetia koritschoneri ingår i släktet Keetia och familjen måreväxter. IUCN kategoriserar arten globalt som sårbar.
Artens utbredningsområde är Tanzania. Inga underarter finns listade i Catalogue of Life.